# Ordet (xưởng phim)
Ordet Co., Ltd. (Nhật: 株式会社オース Hepburn: Kabushiki-gaisha Ōsu) là một hãng sản xuất anime Nhật Bản được thành lập vào năm 2007 bởi Yamamoto Yutaka, một cựu nhân viên của Kyoto Animation. Công ty có trụ sở đặt tại Miyakojima, thành phố Osaka.

## Lịch sử
Ordet được thành lập vào năm 2007 bởi đạo diễn Yamamoto Yutaka sau khi anh bị sa thải khỏi Kyoto Animation trong quá trình sản xuất 4 tập đầu của  Lucky Star. Khi Lucky Star hoàn thành phát sóng trên truyền hình, một số nhân viên từ Kyoto Animation cũng rời khỏi hãng phim này để theo chân Yamamoto.
Tác phẩm đầu tiên của Ordet là tập OVA Black Rock Shooter, phát hành vào năm 2010. Công ty cũng hợp tác cùng Sanzigen để sản xuất 8 tập anime truyền hình kế tiếp của Black Rock Shooter, phát sóng vào năm 2012.
Năm 2011, Ordet cùng Sanzigen, Trigger, gia nhập công ty liên doanh Ultra Super Pictures.

## Tác phẩm

### Anime truyền hình
| Năm  | Tựa đề             | Ngày phát sóng | Ngày phát sóng | Đạo diễn         | Số tập | Ghi chú                                                                               |
| Năm  | Tựa đề             | Bắt đầu        | Kết thúc       | Đạo diễn         | Số tập | Ghi chú                                                                               |
| ---- | ------------------ | -------------- | -------------- | ---------------- | ------ | ------------------------------------------------------------------------------------- |
| 2008 | Kannagi            | 4 tháng 10     | 27 tháng 12    | Yamamoto Yutaka  | 13     | Chuyển thể từ bộ manga cùng tên của Takenashi Eri. Hợp tác sản xuất với A-1 Pictures) |
| 2011 | Fractale           | 13 tháng 1     | 31 tháng 3     | Yamamoto Yutaka  | 11     | Tác phẩm gốc. Hợp tác sản xuất với A-1 Pictures)                                      |
| 2012 | Black Rock Shooter | 2 tháng 2      | 22 tháng 3     | Yoshioka Shinobu | 8      | Hợp tác sản xuất với Sanzigen.                                                        |
| 2013 | Senyū.             | 8 tháng 1      | 2 tháng 4      | Yamamoto Yutaka  | 13     | Chuyển thể từ manga của Haruhara Robinson. Hợp tác sản xuất với Liden Films.          |
| 2013 | Senyū. Dai 2 Ki    | 2 tháng 7      | 24 tháng 9     | Yamamoto Yutaka  | 13     |                                                                                       |
| 2014 | Wake Up, Girls!    | 11 tháng 1     | 29 tháng 3     | Yamamoto Yutaka  | 12     | Tác phẩm gốc. Hợp tác sản xuất với Tatsunoko Production.                              |

### Phim anime chiếu rạp
- Wake Up, Girls! Shichi-nin no Idol (2014, sản xuất với Tatsunoko Production)[11]
- Wake Up, Girls! Seishun no Kage (2015, hợp tác sản xuất với Millepensee)[12][13]
- Wake Up, Girls! Beyond the Bottom (2015, hợp tác sản xuất với Millepensee)[14][13]

### OVA
- Kannagi: Crazy Shrine Maidens (2009, hợp tác sản xuất với A-1 Pictures)[15]
- Black Rock Shooter (2010)[3]

### ONA
- Blossom (2012)
- Miyakawa-ke no Kūfuku (2013, sản xuất với Encourage Films)[16]
- Wake Up, Girl ZOO! (2014–2015, sản xuất với Studio Moriken)